# Off Festival
OFF Festival – festiwal muzyczny o charakterze cyklicznym, obejmujący szeroko rozumianą muzykę alternatywną. Pierwsza edycja odbyła się w dniach 18–20 sierpnia 2006 na terenie kąpieliska „Słupna” w Mysłowicach. Od roku 2010 festiwal odbywa się w Katowicach. Dyrektorem festiwalu jest były wokalista zespołu Myslovitz – Artur Rojek.

## Nagrody i wyróżnienia

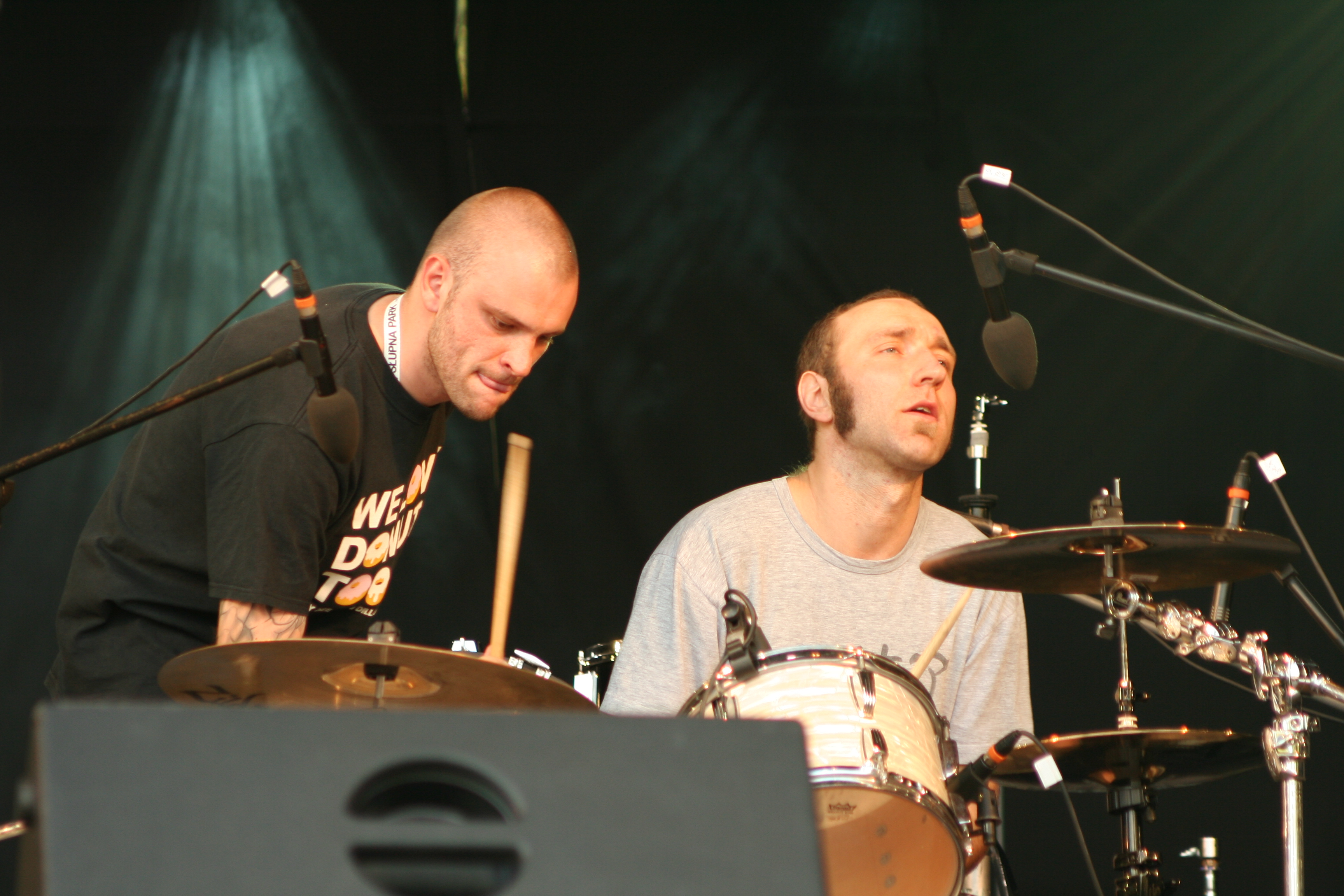
Bassisters Orchestra

W styczniu 2012 OFF Festival został doceniony zdobywając prestiżową nagrodę European Festival Award w kategorii Najlepszy Festiwal Średniej Wielkości. W tym samym roku serwis internetowy Pitchfork wyróżnił OFF Festival umieszczając go na liście 20 najważniejszych festiwali letnich na świecie.
Organizatorzy wraz z uczestnikami festiwalu minimalizują wpływ na środowisko korzystając z energii odnawialnej, segregując śmieci oraz podając żywność na biodegradowalnych naczyniach. W 2013 roku zostało to docenione, a OFF Festiwal został uznany za festiwal przyjazny środowisku naturalnemu zdobywając międzynarodową nagrodę Green’n’Clean.

## I edycja w 2006
Głównym celem pierwszej edycji było promowanie wolontariatu – ponad 90% dochodów z biletów i od sponsorów zostało przeznaczonych na cele charytatywne, a pozostała część na obsługę i organizację. Na imprezie pojawiło się ponad 10 tysięcy widzów. Artyści występowali na dużej i małej scenie. W trakcie festiwalu zbierano pieniądze, wyświetlano filmy, a także prowadzono rekrutację do organizacji charytatywnych. Wystąpili na nim m.in.: T.Love, Lech Janerka, Strachy na Lachy, Lenny Valentino (specjalna reaktywacja z okazji tego koncertu), Delons, Jacek Lachowicz, John Porter, Maria Peszek, Iowa Super Soccer, The Car Is on Fire, Renton, Psychocukier, a z zagranicznych wykonawców: Sofa Surfers, IAMX, Bang Gang i Banco de Gaia. Imprezę prowadzili dziennikarze Polskiego Radia – Paweł Kostrzewa i Piotr Stelmach.
Festiwal spotkał się z takim zainteresowaniem (sprzedano ok. 10 tysięcy biletów), że postanowiono, iż będzie on organizowany każdego roku.

## II edycja w 2007

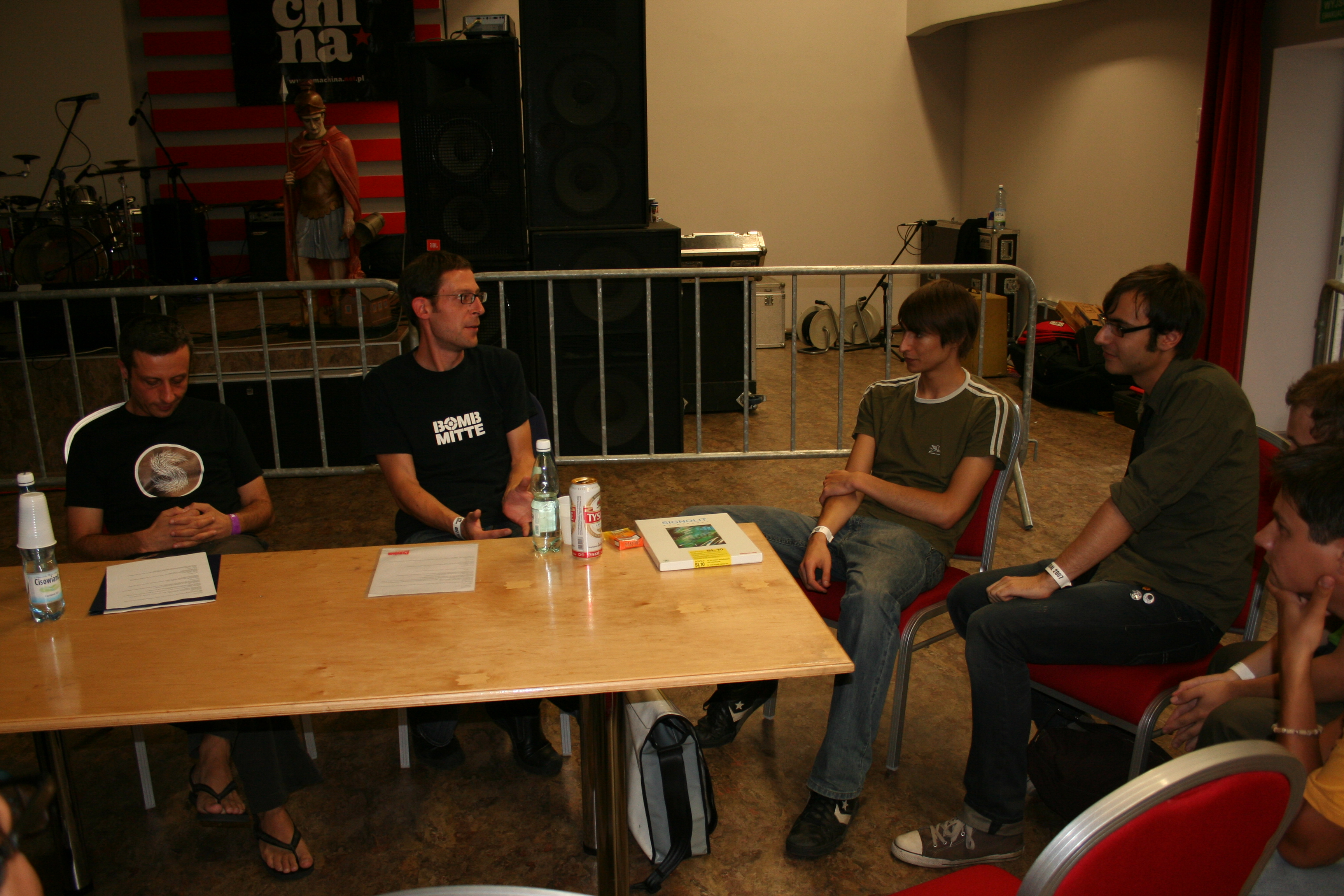
Warsztaty Indie Label

17 sierpnia wystąpiły polskie zespoły: Blue Raincoat, Lao Che, Dezerter, Dick4Dick, Old Time Radio, Pink Freud, General Stillwell, Starzy Singers, Ścianka, oraz gwiazdy z zagranicy: Low Frequency in Stereo (Norwegia), Architecture in Helsinki (Australia), Piano Magic (Wielka Brytania)
Na Scenie Machiny wystąpili: Muariolanza, Phillipe Petit Dj set (Francja) Strings of Consciousness, PumaJaw (Wielka Brytania), Port Royal (Włochy).
18 sierpnia wystąpiły polskie zespoły: 19 Wiosen, O.S.T.R., Tymon & The Transistors, Bassisters Orchestra, Pogodno, Kasia Nosowska, Komety, The Complainer, Kobiety, Cool Kids of Death, Kapela ze Wsi Warszawa, oraz wykonawcy zagraniczni: Electrelane (Wielka Brytania), Radian (Austria), iLiKETRAiNS (Wielka Brytania).
Na Scenie Machiny zagrali: 100nka, The Syntetic, Mietall Waluś Magazine, Markus Detmer dj set (Niemcy).
19 sierpnia w Miejskim Centrum Kultury w Mysłowicach w ramach podsumowania wystąpił zespół Boom Pam z Izraela.
W ramach Mojej Sceny Off zagrały cztery zespoły, które wygrały konkurs zorganizowany przez tygodnik „Przekrój”, radiową Trójkę i portal Onet.pl: George Dorn Screams, Hatifnats, L.Stadt i Searching for Calm.
Atrakcją imprezy były też warsztaty Record Labeling, w ramach których można było nauczyć się jak założyć własną wytwórnię płytową. Warsztaty poprowadzili Philippe Petit (twórca labeli BiP-HOp i Pandemonium Records) oraz szef wytwórni Staubgold, Markus Detmer. Podczas seminarium wyjaśnili oni różne aspekty zakładania niezależnych wytwórni muzycznych, produkcji płyt, identyfikacji wizualnej, dystrybucji, promocji internetowej, organizacji koncertów i kwestii praw autorskich.
Kolejną atrakcją był Trafri Art Namiot gdzie prezentowano współczesną sztukę, odbywano ciekawe dyskusje i gdzie można było również zaprezentować własną twórczość.

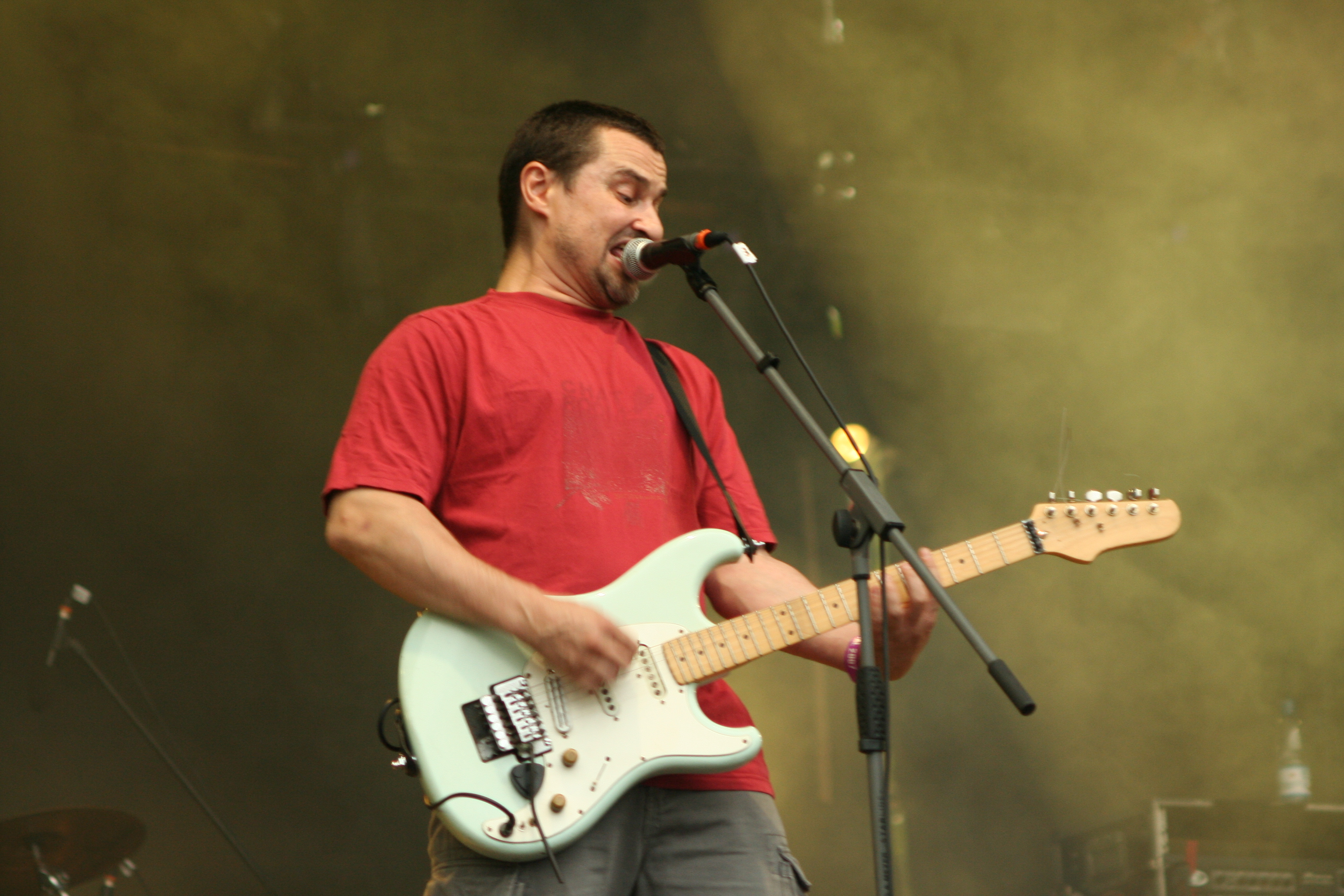
Dezerter

Trzeci dzień Off Festivalu był poświęcony sztuce współczesnej. Pod hasłem IndustrialArt odbyły się wystawy malarskie i projekcje filmów. Kuratorem Industrial Art był Marcin Szczelina.
Na wystawie „Polska część Śląska”, zobaczyć można było dzieła m.in. Edwarda Dwurnika, Agaty Bogackiej, Joanny Rajkowskiej, Agaty Nowickiej, Anny Niesterowicz, Szymona Kobylarza, Mikołaja Długosza, Karoliny Kowalskiej, Michała Budnego oraz mobilną galerię YAPPER Tomasza Bajera, krążącą z video projekcjami po ulicach Mysłowic.
Podczas Festiwalu odbył się również pierwszy w Polsce przegląd filmów Wilhelma Sasnala. Część prac artysty poddanych zostało reinterpretacji przy zastosowaniu muzyki.
Swoją działalność rozpoczęło Stowarzyszenie Chłodna 25 z Warszawy, realizujące bogaty program z zakresu literatury i sztuk wizualnych. Powstał także pierwszy w mieście mural autorstwa Edwarda Dwurnika.
W ramach projektu edukacyjnego PILLS odbyły dyskusje i spotkania z artystami i twórcami: Edwardem Dwurnikiem, Arturem Rojkiem, Kasią Nosowska, Wilhelmem Sasnalem.

## III edycja 2008

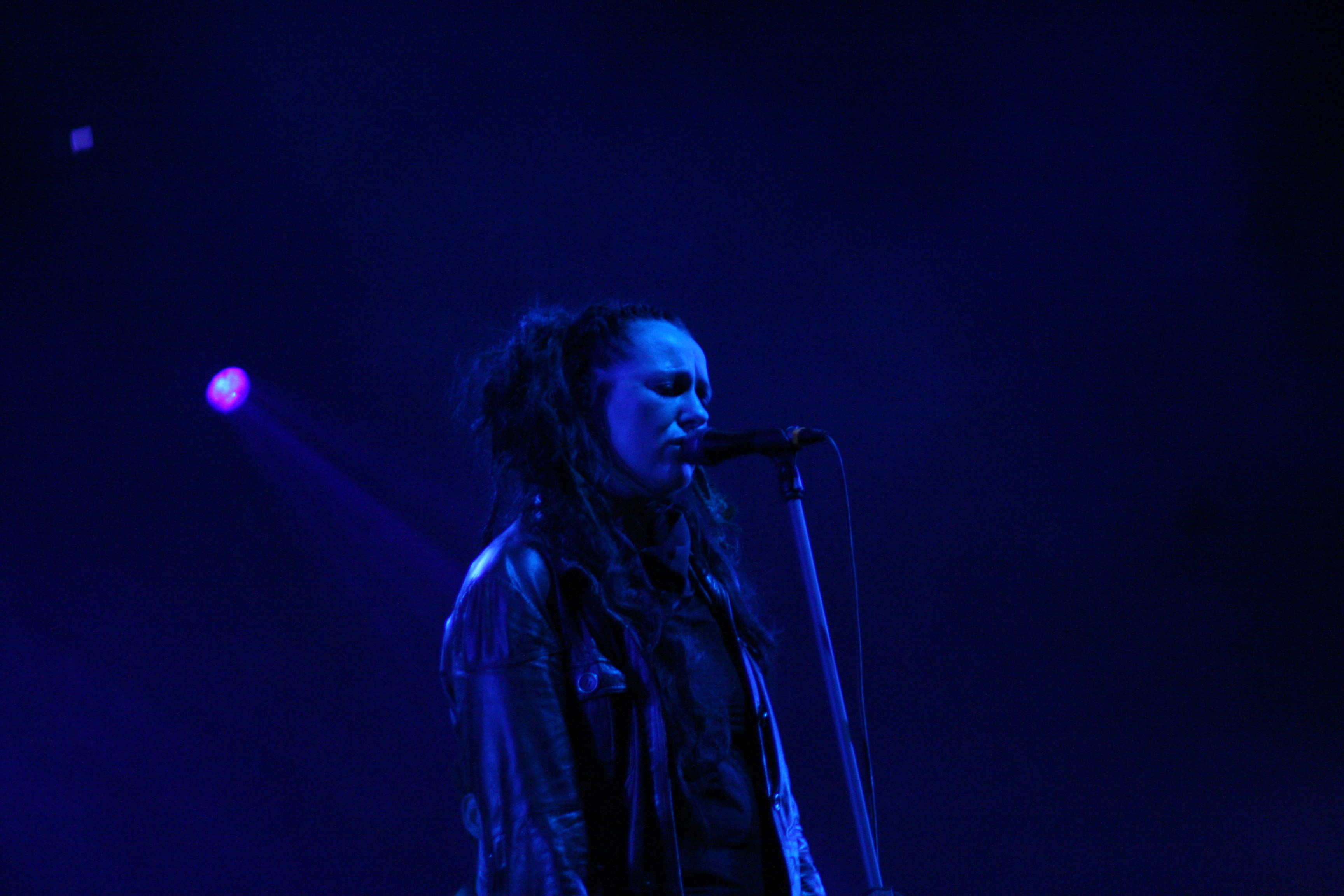
Nosowska

Trzecia edycja OFF Festivalu odbyła się w dniach 8–10 sierpnia 2008 roku. Wystąpili na niej m.in.: Iron & Wine, of Montreal, Mogwai, British Sea Power, Caribou, Clinic, Kammerflimmer Kollektief, Muchy, Dat Politics, James Chance & The Contortions, Waglewski Fisz Emade, Dick4Dick, Singapore Sling, Lao Che, Izrael 83, Lutosphere, Budyń i Sprawcy Rzepaku, Homo Twist, Afro Kolektyw, Plazmatikon, New York Crasnals, Hey, Czesław Śpiewa oraz wielu innych wykonawców polskich i zagranicznych (głównie brytyjskich oraz niemieckich).
Off Festival trwał trzy dni: przez pierwsze dwa dni koncerty odbywały się w parku Słupna, natomiast trzeciego dnia oficjalne zamknięcie miało miejsce w Kościele Apostołów Piotra i Pawła w Mysłowicach, gdzie wystąpił zespół Iron & Wine. Nowatorskim rozwiązaniem była scena MySpace, gdzie artyści po skończonych koncertach prezentowali swe piosenki w wersjach kameralnych, odmiennych od wersji koncertowych.

## IV edycja w 2009
Odbyła się w dniach 6–9 sierpnia 2009 w Mysłowicach w Parku Słupna. Wzięli w niej udział m.in.: The National, Final Fantasy, Spiritualized, Miłość, El Perro del Mar, The Thermals, Casiotone for the Painfully Alone, Frightened Rabbit, These New Puritans, Gaba Kulka, Maria Peszek, Marissa Nadler, The Field, Ólafur Arnalds, The Pains of Being Pure at Heart, High Places, Handsome Furs, HEALTH, Fucked Up, Mark Kozelek, Komety, Crystal Stilts, Wavves, Karl Blau, Wire, Wooden Shjips, Lech Janerka, Monotonix.

## V edycja w 2010

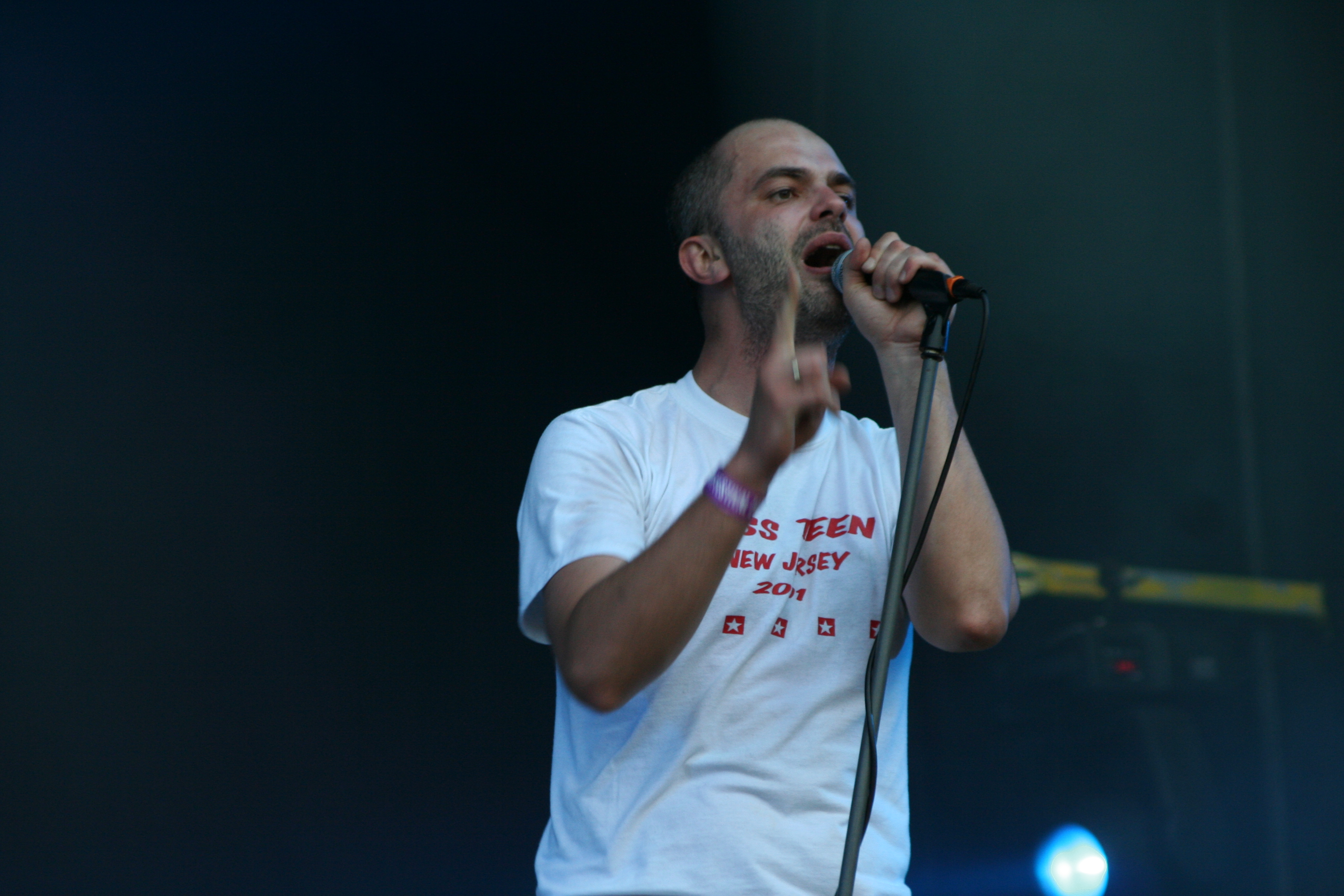
Pogodno

W 2010 Off Festival odbył się w Katowicach. Było to spowodowane obcięciem dotacji miasta Mysłowice na rzecz festiwalu. W piątej edycji festiwalu wzięli udział następujący wykonawcy i grupy muzyczne: Hotel Kosmos, Potty Umbrella, Kim Nowak, Voo Voo, The Horrors, Lenny Valentino, Tindersticks, We Call It A Sound, NP, 19 Wiosen, Something Like Elvis, Art Brut, The Fall, 100% Raekwon, Newest Zealand, Cieślak i Księżniczki, Toro Y Moi, Black Heart Procession, Efterklang, A Place To Bury Strangers, Joker feat. Nomad, Tin Pan Alley, The Psychic Paramount, Baaba, Fennesz, Zu, Trans AM, Szelest Spadających Papierków, Dam Mantle, Paula i Karol, 3moonboys, Pustki, Muchy, Archie Bronson Outfit, Hey, Dinosaur Jr., Manescape, Plum, Mitch And Mitch With Their Incredible Combo, Apteka, Tunng, Mew, Lali Puna, Nathalie And The Loners, FM Belfast, Pink Freud, Mouse On Mars, A Hawk And A Hacksaw, Radio Dept., Digital Mystikz, St James Hotel, All Sounds Allowed, Tides From Nebula, Prawatt & Mirna Ray, These Are Powers, Lachowicz, Zs, William Basinski, Let The Boy Decide, Ed Wood, Pablopavo i Ludziki, O.S.T.R., Shearwater, The Raveonettes, The Flaming Lips, Bipolar Bears, Pulled Apart By Horses, Lao Che, Casiokids, No Age, Kryzys, Anti-Pop Consortium, Indigo Tree, Happy Pills, Bear In Heaven, Dum Dum Girls, The Very Best, Kucz / Kulka, Darkstar, Kyst, The Tallest Man On Earth, Niwea, Damon And Naomi, Tune-Yards, Shining, Philip Jeck, Ecstatic Sunshine, Matmos, Nejmano, Tropajn, Gówno oraz Brudne Dzieci Sida.

## VI edycja – rok 2011

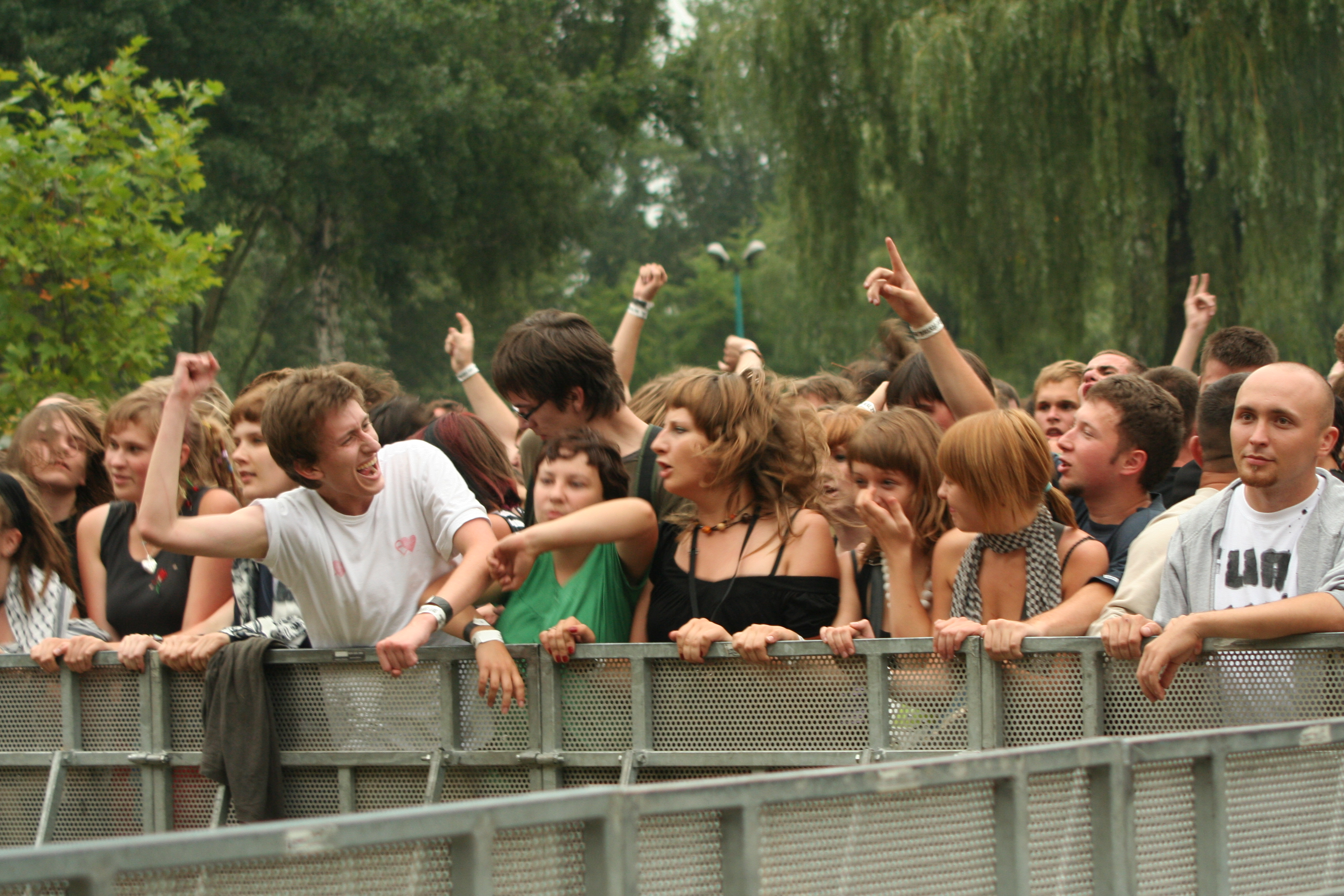
Fani pod dużą sceną

Szósta edycja OFF Festivalu trwała od 4. do 7 sierpnia 2011 r. Po raz kolejny impreza zagościła w Katowicach. Koncert inaugurujący odbył się w Centrum Kultury Katowice im. Krystyny Bochenek, był to występ Current 93 supportowany przez zespół Trembling Bells. Koncerty w piątek, sobotę i niedzielę odbywały się w katowickiej Dolinie Trzech Stawów, gdzie również mieściło się miasteczko namiotowe dla festiwalowiczów.
Na festiwalu grało 80 zespołów z Polski i świata (głównie USA, UK, ale też Francja, Szwecja i in.). Byli to Abradab + set Kalibra 44, Actress, AIDS Wolf, Anna Calvi, Ariel Pink’s Haunted Graffiti, Asi Mina, Awesome Tapes From Africa, Baaba Kulka, Ballady i Romanse, Barn Owl, Bielizna gra „Taniec lekkich goryli”, BiFF, Blindead, Blisko Pola, Blonde Redhead, Bohren & Der Club Of Gore, The Car Is On Fire, Czesław Śpiewa Tesco Value, D4D, Dan Deacon, Deerhoof, Destroyer, dEUS, Dezerter, Dry The River, DVA, Emeralds, Factory Floor, Frankie & The Heartstrings, GaBLé, Gang Of Four, Gangpol & Mit, Glasser, How To Dress Well, Hype Williams, Igor Boxx, The Jon Spencer Blues Explosion, Junior Boys, Junip, Kamp!, Kapela Ze Wsi Warszawa, Karbido „Stolik”, Kode9 & The Spaceape, Konono No. 1, Kury grają „P.O.L.O.V.I.R.U.S.”, Kyst, Male Bonding, Matthew Dear (Live Band), Merkabah, Meshuggah, Miss Polski, Mogwai, Moja Adrenalina, Mołr Drammaz, Muariolanza, Neon Indian, Lech Janerka, Liars, Liturgy, The Lollipops, Low, L.Stadt, Olivia Anna Livki, Omar Souleyman, Oneida, Oneohtrix Point Never, Paris Tetris, PCTV, Polvo, Primal Scream grający „Screamadelikę”, Public Image Ltd, Ringo Deathstarr, Sebadoh, Suuns, Tres.b, TRYP, Twilite, Twin Shadow, Warpaint, Wojtek Mazolewski Quintet, Xiu Xiu, YACHT.
Osoby, które miały ochotę na odpoczynek bez muzyki, mogły spotkać się z autorami prozy i poezji w Kawiarni Literackiej. Swoje utwory czytał tam Kazimierz Kutz, ale też Janusz Rudnicki, Michał Witkowski i inni. Gospodarzem Kawiarni był śląski pisarz – Wojciech Kuczok.
Nowością było też poszerzenie strefy gastronomicznej, powiększona ilość stoisk wolontariatu i sklepów oraz projekt pt. Klopsztanga.
Na festiwalu zadebiutowali trzej laureaci konkursu T-Mobile, byli to Blisko Pola, Merkabah oraz PCTV.

## VII edycja w 2012

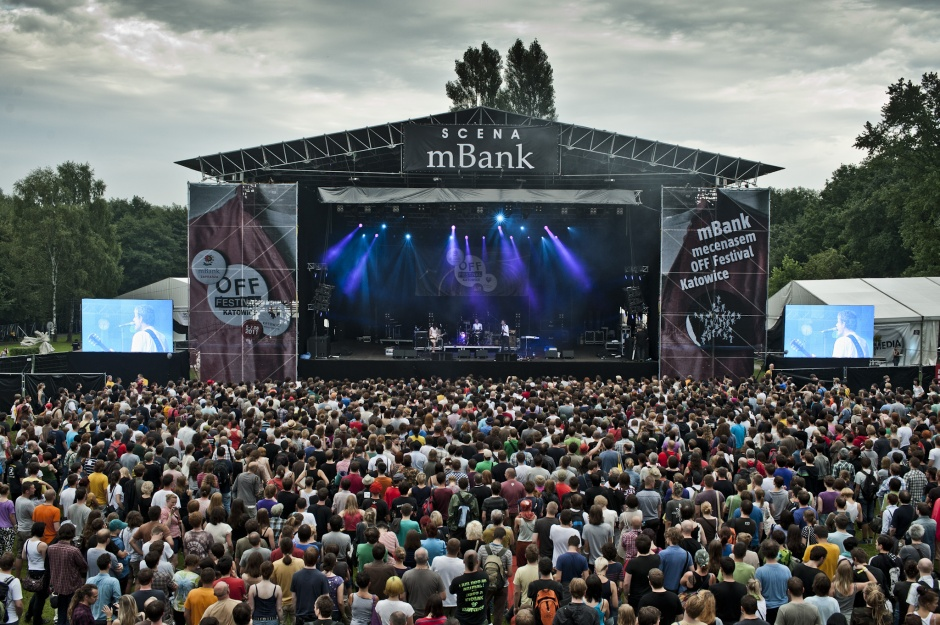
OFF Festival 2011

Siódma edycja OFF Festivalu odbyła się pomiędzy 3 a 5 sierpnia 2012. Koncerty w Dolinie Trzech Stawów poprzedziło Before Party w Centrum Kultury Katowice im. Krystyny Bochenek, gdzie zagrali Matthew Herbert („One Pig”) i Alva Noto oraz w Klubie Hipnoza, gdzie z kolei zaprezentowali się Nils Frahm (&Peter Broderick) oraz Sleep Party People.
Na festiwalu wystąpiło ponad 80 wykonawców z Polski i zagranicy, reprezentujących różnorodne style i gatunki. Na czterech scenach zaprezentowali się m.in. Metronomy, Atari Teenage Riot, Charles Bradley, Swans, Battles, Thurston Moore, Kim Gordon, Stephen Malkmus, Henry Rollins, Iggy And The Stooges, Mazzy Star, Baroness i Converge. Jak zawsze, pojawiła się czołówka polskiej sceny alternatywnej. Reprezentowali ją m.in. Nosowska, Profesjonalizm, Apteka, Kobiety, Cool Kids Of Death oraz Łona & Webber.
OFF Festival 2012 to nie tylko muzyka. Do Kawiarni Literackiej po raz kolejny przybyli mistrzowie słowa – m.in. Andrzej Stasiuk, Krzysztof Varga i Olga Tokarczuk. Impreza pozostawiła po sobie ślad również w przestrzeni miejskiej Katowic w postaci murala „Kim”, autorstwa Juliana Jakuba Ziółkowskiego.

## VIII edycja – rok 2013
VIII edycja OFF Festivalu miała miejsce w dniach 1–4 sierpnia. 1 sierpnia koncerty odbywały się w centrum miasta – w Centrum Kultury Katowice wystąpili A Band Of Buriers i Patrick Wolf, a w Klubie Hipnoza Daniel Higgs i The Skull Defekts.
Na kolejne trzy dni festiwal przeniósł się tradycyjnie już w Dolinę Trzech Stawów, gdzie na czterech scenach zaprezentowało się blisko stu artystów z całego świata, reprezentujących niemal wszystkie gatunki muzyczne.
W sierpniu 2013 roku na organizowanym przez Artura Rojka festiwalu zagrali m.in. The Smashing Pumpkins, My Bloody Valentine, Godspeed You! Black Emperor, John Talabot, Brutal Truth, The Pop Group, Julia Holter, Goat, Fucked Up, Deerhunter, AlunaGeorge i mocna reprezentacja polskiej sceny alternatywnej (m.in. Molesta grająca kultowy album „Skandal”, Skalpel, Furia, Piotr Kurek, Rebeka i Stara Rzeka). Nieoczekiwanie sensację wzbudził występ dodanego w ostatniej chwili do programu festiwalu, tajskiego kolektywu The Paradise Bangkok Molam International Band, ale najgoręcej przyjętym koncertem festiwalu był prawdopodobnie wspólny sceniczny debiut Zbigniewa Wodeckiego i formacji Mitch & Mitch, opartego na materiale z pierwszej płyty wokalisty, wydanej w 1976 roku.
W Kawiarni Literackiej podczas VIII edycji Offa dyskutowali m.in. Sylwia Chutnik, Natalia Fiedorczuk, Jerzy Buzek, Kamil Sipowicz, Jacek Dehnel, Robert Brylewski, Jurij Andruchowycz i Zygmunt Miłoszewski.

## IX edycja – rok 2014
W 2014 roku OFF Festival ponownie trwał cztery dni. Zaczął się od klubowej uwertury w centrum miasta, 31 lipca, zaprogramowane we współpracy z legendarnym brytyjskim festiwalem All Tomorrow’s Parties. Swoje sety DJ-skie zaprezentowali Artur Rojek i Barry Hogan (szef ATP), a zagrali m.in. Earth, Tuxedomoon, Dean Wareham i Dirty Beaches. W kościele ewangelicko-augsburskim zaprezentowano również muzykę Eugeniusza Rudnika, wybitnego kompozytora związanego ze Studiem Eksperymentalnym Polskiego Radia – artysta miał to zrobić sam, ale musiał odwołać swoją obecność w Katowicach ze względu na pogarszający się stan zdrowia.
Od 1 do 3 sierpnia Off Festival odbywał się w Dolinie Trzech Stawów. Jak co roku koncerty miały miejsce na czterech scenach, nowością był natomiast namiot w którym DJ-e proponowali rytmy taneczne. Niezapomniane koncerty IX edycji dali m.in. Slowdive, Belle & Sebastian, The Jesus And Mary Chain, Neutral Milk Hotel, Glenn Branca, Oranssi Pazuzu, Perfume Genius, The Notwist, Andrew W.K., Nisennenmondai oraz rodzimi artyści, w tym Artur Rojek, Noon, Król i Warszawska Orkiestra Rozrywkowa, grająca album „Song Reader” Becka.
Kuratorem Kawiarni Literackiej był Krzysztof Varga, a jej gośćmi m.in. Szczepan Twardoch, Łukasz Orbitowski, Jacek Podsiadło, profesor Przemysław Czapliński i Filip Springer.

## X edycja – 2015 rok
Jubileuszowa edycja festiwalu tradycyjnie ściągnęła do Katowic wielbicieli szeroko pojmowanej alternatywy – od techno, przez hip-hop, jazz, punk, psychodelię, metal i world music aż po wymykające się wszelkim klasyfikacjom eksperymenty. Od 7 do 9 sierpnia polską scenę reprezentowali m.in. Władysław Komendarek, Pablopavo i Ludziki, Jacek Sienkiewicz, Ten Typ Mes, Decapitated, Kortez i Kinsky. Zagraniczne gwiazdy X edycji Offa to m.in. Patti Smith wykonująca w całości swój kultowy album „Horses”, Run The Jewels, Ride, The Residents, The Dillinger Escape Plan, Dean Blunt, Sunn O))), Sun Ra Arkestra, Susanne Sundfør, Mick Harvey grający utwory Serge’a Gainsbourga i Xiu Xiu wykonujący muzykę z serialu „Twin Peaks”.
Nowością na festiwalu były tzw. Dzikie Koncerty – każdego wieczoru w pewnej chwili na teren festiwalu wjeżdżała ciężarówka i na jej pace odbywał się występ nietuzinkowego artysty. W ten sposób zaprezentowali się Pro8l3m, Ho99o9 i Acid Arab.
Kawiarnia Literacka gościła jak co roku ludzi pióra – m.in. Patti Smith, Jacka Dehnela, Barbarę Klicką, Sylwię Chutnik, Dominikę Słowik, Mariusza Czubaja i Jakuba Żulczyka – ale wieczorami zamieniała się w arenę burleski, która po raz pierwszy pojawiła się na festiwalu, dzięki współpracy z wytwórnią Sub Pop (Seattle to jedna ze stolic amerykańskiej burleski) oraz polską popularyzatorką tego rodzaju performensu – Betty Q.
Imprezą towarzyszącą festiwalowi była zorganizowana w Porcelanie Śląskiej wystawa poświęcona Studiu Eksperymentalnemu Polskiego Radia zatytułowana „Z wnętrza ‘Czarnego Pokoju’”. Jej otwarcie miało miejsce 6 sierpnia i połączone było z koncertem Małych Instrumentów, Maji S. K. Ratkje i Jacka Sienkiewicza.
W 2015 roku po raz pierwszy na Off Festivalu gościła ekipa KEXP, radiostacji z Seattle, prezentująca swoim słuchaczom na całym świecie najciekawsze nowe zjawiska muzyczne. Katowicki festiwal to pierwsza muzyczna impreza na kontynencie europejskim, z którą to amerykańskie radio podjęło tak szeroko zakrojoną współpracę – wcześniej jedynym miejscem poza USA do którego zapuszczała się tak ekipa była Islandia. Przed kamerami i mikrofonami KEXP z krótkimi sesjami wystąpili m.in. Hańba! (ich występ odbył się na ulicy, w zabytkowej katowickiej dzielnicy Nikiszowiec), The Stubs, Coals, Lautari i Kristen, a także Ride ze specjalnym, akustycznym setem.

## XI edycja – rok 2016
OFF Festival w 2016 odbył się w pierwszy weekend sierpnia, od 5 do 7. Mimo kilku odwołanych w ostatniej chwili koncertów – w tym The Kills (z powodu choroby wokalistki zespół anulował występy na kilku festiwalach) i Anohni (artystka przyleciała do Katowic, odbyła się próba, lecz lekarz zabronił jej śpiewania) – festiwal odbył się bez przeszkód, a do rangi gwiazd nieoczekiwanie awansowały formacje z drugiego szeregu, które doskonale wykorzystały swoją szansę na dużej scenie – koreańska formacja Jambinai i egipska grupa Islam Chipsy & E.E.K.
Na XI Off Festivalu wystąpili również m.in. Devendra Banhart, Mudhoney, Napalm Death, Lush, Thundercat, Lightning Bolt, Clutch, Brodka, Kaliber 44, The Master Musicians Of Jajouka, Ziołek / Zimpel, SBB (z płytą „Nowy horyzont”) i William Basinski.
Scena Leśna zamieniła się w Scenę Electronic Beats i gościła takich wykonawców, jak Derrick May, Andrew Weatherall i Roman Flügel (ze wspólnym setem), GusGus, Dj Koze, Jaga Jazzist, Kiasmos i Pantha du Prince.
W Kawiarni Literackiej pojawili się m.in. Joanna Siedlecka, Marcin Podolec, Jacek Świdziński i Stanisław Łubieński.

## XII edycja – rok 2017
W 2017 roku OFF Festival odbył się w dniach od 4 do 6 sierpnia. Gwiazdami festiwalu byli Feist, PJ Harvey i Swans. Ponadto na XII edycji wystąpili m.in. Shellac, Talib Kweli, Conor Oberst, Arab Strap, Thee Oh Sees, Silver Apples, Beak>, Michael Gira (który ponadto w dniu 4 sierpnia był kuratorem Sceny Eksperymentalnej), Preoccupations, Jessy Lanza, This Is Not This Heat, Wolves in the Throne Room, Anna von Hausswolff, Idris Ackamoor & The Pyramids i Boris, który zaprezentował w całości swój album Pink z 2005 roku.
Spośród artystów polskich zagrali m.in. Łoskot, Batushka, Mitch & Mitch, PRO8L3M, Trupa Trupa, Made in Poland (z płytą Martwy kabaret), Raphael Rogiński (solo oraz – jako Żywizna – w duecie z Genowefą Lenarcik) i L.Stadt. Wystąpił również organizator festiwalu – Artur Rojek – który wspólnie z grupą Kwadrofonik wykonał Symfonię przemysłową nr 1 Davida Lyncha i Angelo Badalamentiego.
Przed rozpoczęciem festiwalu z powodów zdrowotnych odwołano koncerty Daniela Johnstona oraz Carli Bozulich.
Kuratorkami Kawiarni Literackiej, która odbywała się pod hasłem „Wszyscy” były Sylwia Chutnik i Karolina Sulej, a ich gośćmi Maciej Sieńczyk, Ziemowit Szczerek, Grażyna Plebanek, Szymon Kloska, Wojciech Orliński, Małgorzata Halber, Robert Rient, Natalia Fiedorczuk, Stanisław Łubieński, Julia Szychowiak, Rafał Kosik i Grzegorz Kalinowski, a także Michał Witkowski i Szczepan Twardoch, którzy odczytali fragmenty swoich utworów.
Na terenie festiwalu zorganizowano również kino prowadzone przez Fundację Legalna Kultura, w którym wyświetlono filmy o tematyce muzycznej, w tym m.in. Gimme Danger w reżyserii Jima Jarmuscha, Ucho wewnętrzne w reżyserii Magdaleny Gubały i Szymona Uliasza czy poświęcony nieobecnemu Danielowi Johnstonowi The Devil and Daniel Johnston w reżyserii Jeffa Feuerzeiga.
Festiwalowi towarzyszyła uratowana przez Sebastiana Cichockiego wystawa 298 111 będąca pilotażowym odcinkiem programu muzeum, glosarium realizowanego wspólnie z Muzeum Śląskim w Katowicach. Wystawa składała się z eksponowanych w granicach administracyjnych Katowic plakatów autorstwa międzynarodowej grupy artystów, artystek i kolektywów artystycznych, w tym m.in. Kathrin Böhm, Desire Machine Collective, Pawła Freislera, Futurefarmers, Michal Heiman, Łukasza Jastrubczaka, Susanne Kriemann, Wojciecha Kucharczyka, Rafała Milacha, Agnieszki Polskiej, Bianki Rolando, duetu RSS B0YS, Jonasa Staala, Temporary Services, Andrzeja Tobisa i Mario Garcíi Torresa.